# Honda Type R
Honda Type R — подразделение японской компании Honda по производству спортивных автомобилей.
Дизайн моделей Type R изначально был ориентирован на гоночные условия, с акцентом на минимизацию веса и максимизацию потенциала производительности (например, настройка двигателя, настройка подвески). Таким образом, модели Type R впервые были задуманы для гоночного трека. Тем не менее, из-за повышенного внимания Honda к своим двигателям VTEC, автомобили Type R в конечном итоге были разработаны для гораздо более широкого рынка.
По традиции автомобили Honda Type R имеют красную эмблему Honda и окрас Championship White в качестве опции, как дань уважения к первому победителю F1. Гоночные автомобили Honda и автомобили Формулы-1 часто имеют красную эмблему Honda.
Индексом Type R также обозначаются высокопроизводительные автомобили Acura. Некоторые из них обозначаются индексами A-Spec и Type-S.

## NSX Type R
Автомобили Honda NSX Type R выпускались с 1992 по 1995 год в особо ограниченном количестве. Основные изменения: более «агрессивная» подвеска и значительное снижение массы с 1350 до 1230 кг. Автомобили не имели звукоизоляции, аудиосистемы, электрических стеклоподъёмников и кондиционера. В 1997 году был представлен вариант NSX Type S Zero.

Вторая итерация Type R, получившая название NSX-R, была выпущена в 2002 году. NSX-R имел более «агрессивный» задний спойлер, вентиляционное отверстие капота, ковш на крыше и различные усовершенствования для снижения массы до 1270 кг. Воздухозаборники на передней части и небольшой задний диффузор создавали сбалансированную прижимную силу.

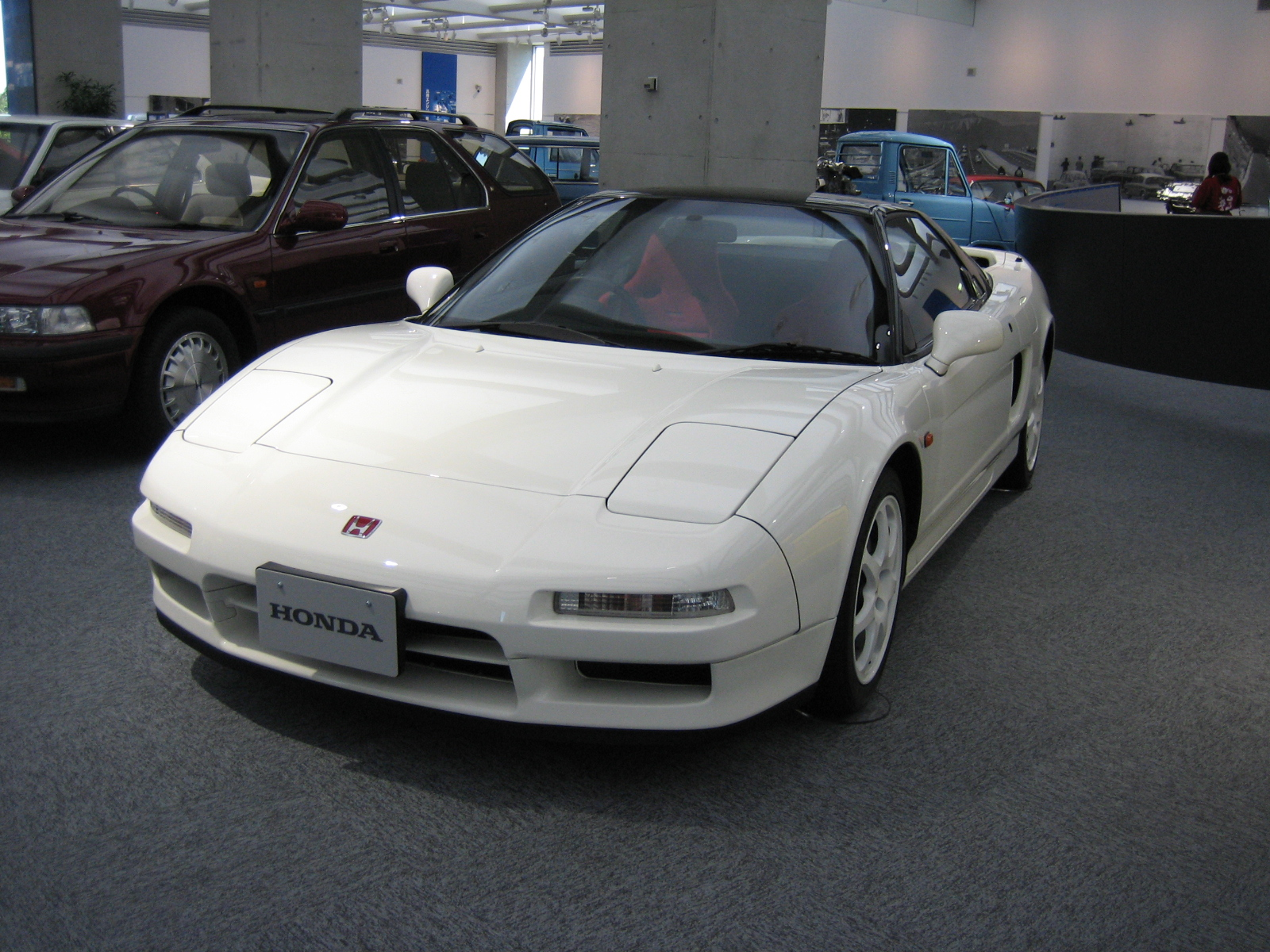
1992 NSX Type R
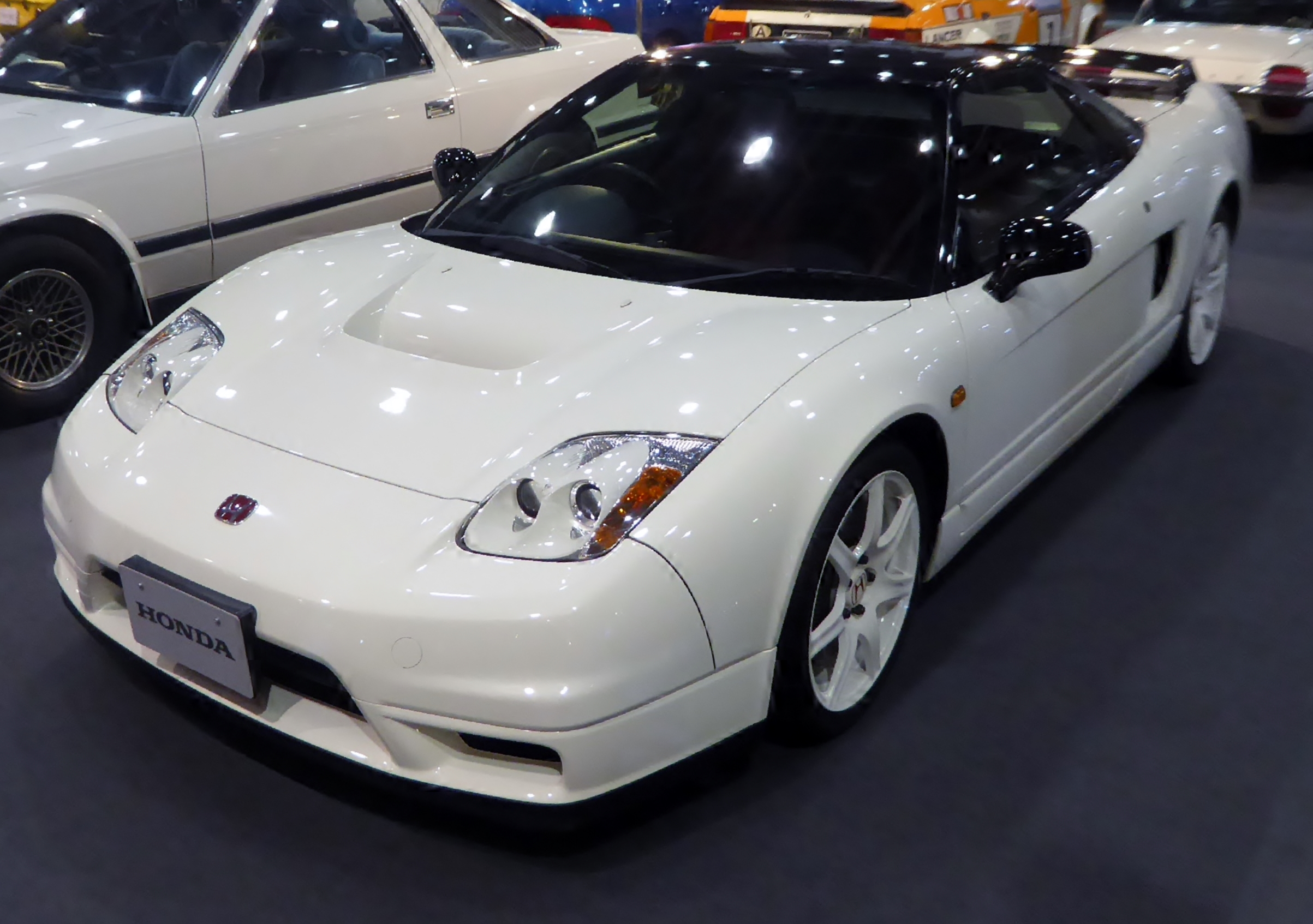
2002 NSX-R

## Integra Type R

### DC2 Integra Type R (1995—2001)
Honda Integra Type R был представлен в 1995 году на японском домашнем рынке (JDM).
Integra Type R оснащён 1,8-литровым рядным 4-цилиндровым двигателем DOHC VTEC (B18C). В JDM Type R двигатель развивает мощность 147 кВт (197 л. с.) при 8000 об/мин, а в американских моделях двигатель развивает мощность 145 кВт (195 л. с.) при 8000 об/мин и крутящий момент 176 Н·м при 5700 об/мин. На японском домашнем и других международных рынках степень сжатия составляла 11:1, в то время как степень сжатия USDM Integra Type R составляет 10,6:1. Между двигателями Type R и DOHC VTEC существовало множество различий, однако повышенная мощность была в первую очередь связана с повышенной степенью сжатия, большим корпусом дроссельной заслонки, высокоподъёмными распредвалами и большим объёмом впускного коллектора.

Type R имел только пятиступенчатую механическую трансмиссию с близкими передаточными числами и косозубым дифференциалом повышенного трения. В 1998 году передаточное число главной передачи у Integra Type R на японском домашнем и других международных рынках было увеличено до 4,785, а у USDM Type R — до 4,40.

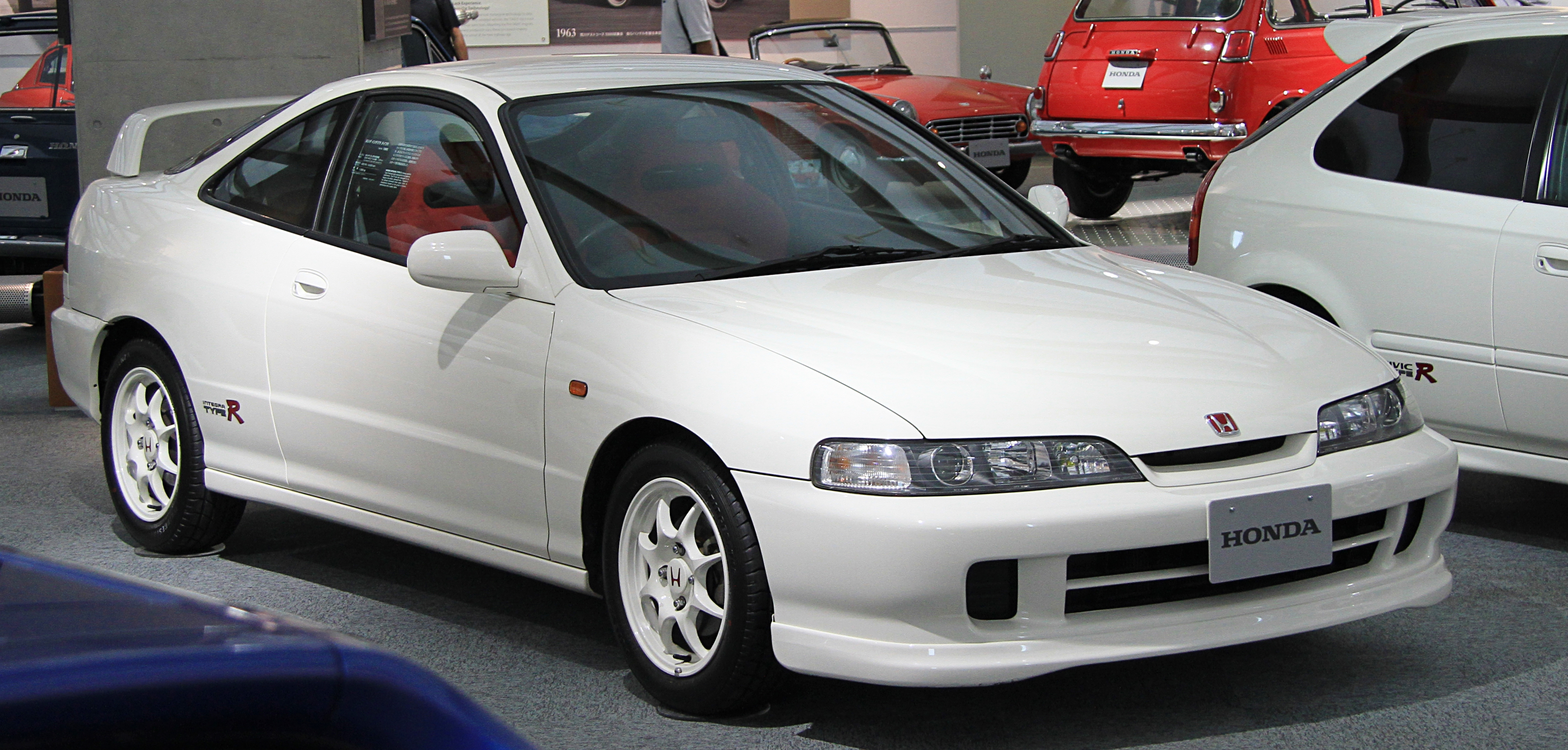
1995—1997 JDM Honda Integra Type R
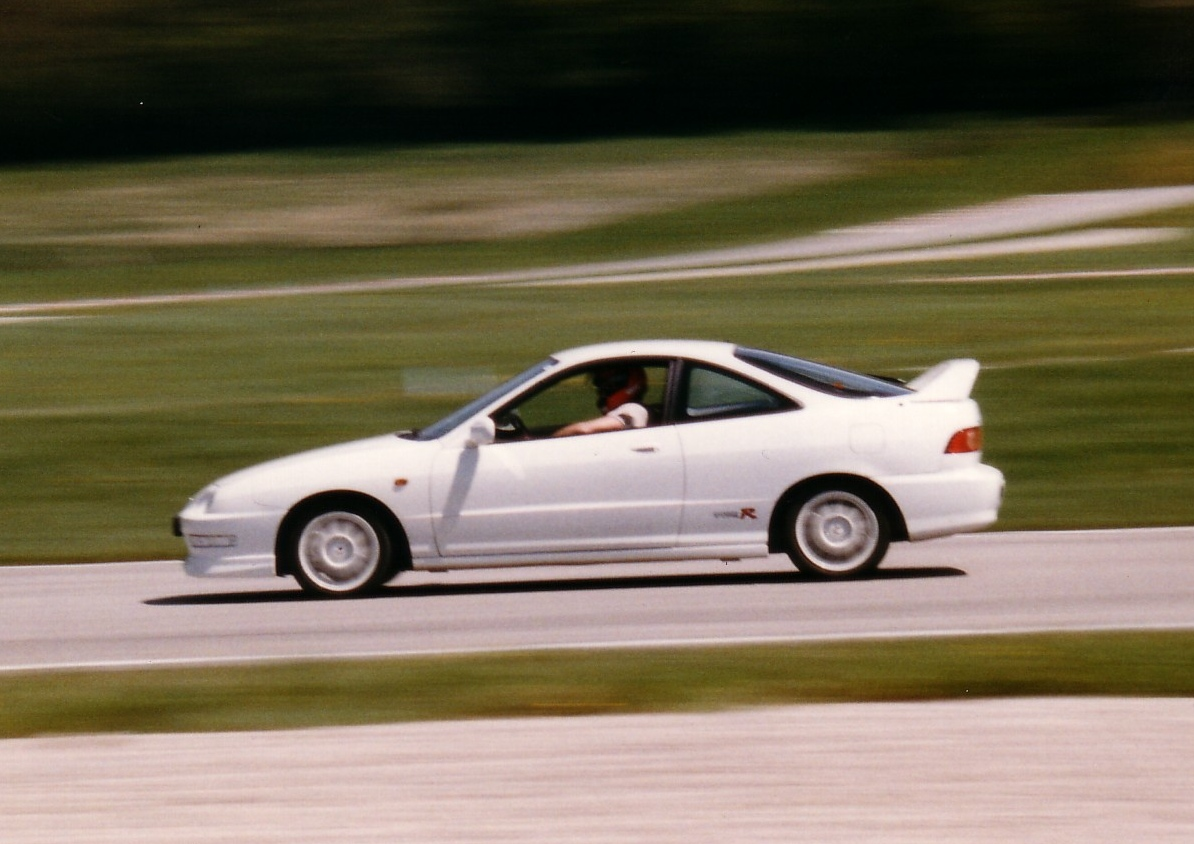
1998 Honda Integra Type R для европейского рынка

### US Integra Type R
Type R был представлен в 1997 году под брендом Acura на рынке США. Единственная опция автомобиля — кондиционер. В США автомобиль продавался в 1997 и 1998 годах только в белом цвете Championship. В 1999 году продажи Type R были прекращены, а в 2000—2001 годах автомобиль вновь поступил в продажу. В 2000 и 2001 годах автомобиль продавался в двух цветах: Phoenix Yellow (2000—2001) и Flamenco Black Pearl (2000) или Nighthawk Black Pearl (2001).
В 1997 году мощность двигателя Integra Type R была увеличена на 19 кВт (25 л. с.) относительно Integra GS-R. Общая мощность составила 81 кВт (108 л. с.) на литр.
К 1997 году было выпущено 320 единиц, а к 1998 году — 1000 единиц. В 2000 году для США было выпущено 1350 единиц, а в 2001 году — 1158 единиц. Всего было произведено 3823 Integra Type R.

### Сравнение массы DC2 Type R
В таблице ниже перечислены снаряжённые массы Integra Type R по модельному году в фунтах.
| Модель             | 1996  | 1997  | 1998  | 1999 | 2000  | 2001  |
| ------------------ | ----- | ----- | ----- | ---- | ----- | ----- |
| JDM Integra Type R | 2,325 |       | 2,420 |      |       |       |
| US Integra Type R  | Н/Д   | 2,560 | 2,577 | Н/Д  | 2,633 | 2,639 |
| UK Integra Type R  | Н/Д   | 2,513 |       |      |       |       |
| AU Integra Type R  | Н/Д   | Н/Д   | Н/Д   |      | 2,397 |       |

В следующей таблице ниже приведены увеличения/уменьшения массы ввиду различий в деталях между Integra Type R и Integra VTi-R, перечисленные журналом Wheels в 1994 году.
| Деталь                                                     | кг      | фунт    |
| ---------------------------------------------------------- | ------- | ------- |
| Сиденья Recaro                                             | 6.65    | 14.65   |
| Более жёсткая подвеска/шины с высоким сцеплением           | 5.50    | 12.13   |
| Производительный стержень и алюминиевый кузов              | 3.44    | 7.58    |
| Задний спойлер                                             | 2.90    | 6.39    |
| Металлические листы, повышающие жёсткость кузова           | 1.71    | 3.77    |
| Дифференциал повышенного трения                            | 1.50    | 3.31    |
| В совокупности                                             | 1.16    | 2.56    |
| Передний спойлер                                           | 1.03    | 2.28    |
| Усиление колёсных болтов и подшипников                     | 0.70    | 1.55    |
| Усиление области задней двери                              | 0.31    | 0.69    |
| Более жёсткие резиновые крепления для выхлопных труб       | 0.14    | 0.31    |
| Снятие тёплого пола                                        | −0.272  | (0.60)  |
| Снятие волногасителя топливного бака                       | −0.45   | (0.99)  |
| Рулевое колесо малого радиуса MOMO                         | −0.7    | (1.54)  |
| Облегчённый маховик                                        | −0.75   | (1.65)  |
| Облегчённая крышка запасного колеса                        | −0.997  | (2.20)  |
| Алюминиевый левосторонний «стопорный кронштейн»            | −1.3    | (2.87)  |
| Алюминиевый радиатор                                       | −1.35   | (2.98)  |
| Снятие заднего стеклоочистителя                            | −1.851  | (4.08)  |
| Компактный аккумулятор                                     | −3      | (6.61)  |
| Более лёгкий двигатель, выхлопные трубы                    | −3.329  | (7.34)  |
| Снятие изолятора приборной панели                          | −3.869  | (8.53)  |
| Более лёгкие алюминиевые колёсные диски                    | −5.2    | (11.46) |
| Снятие автомобильной стереосистемы и антенны (опционально) | −5.665  | (12.49) |
| В совокупности                                             | −6.919  | (15.25) |
| Удаление листового металла пола                            | −10.665 | (23.51) |
| Снятие кондиционера (опционально)                          | −18.7   | (41.23) |
| Уменьшение массы                                           | (39.97) | (88.11) |

С учётом фактической тестовой массы колёс в 1176 кг для VTi-R -40 кг снаряжённая масса AuDM Type R снижается примерно до 1136 кг.
DC2 Type R был признан автомобильными журналистами по всему миру, в том числе журналом Evo, который назвал Type R «величайшим переднеприводным автомобилем всех времён» (англ. «the greatest front-wheel-drive performance car ever»), и TheAutoChannel.com, который также назвал его «лучшим управляемым переднеприводным автомобилем за всю историю» (англ. «the best handling front-wheel drive car ever»).

### DC5 Integra Type R (2002—2006)

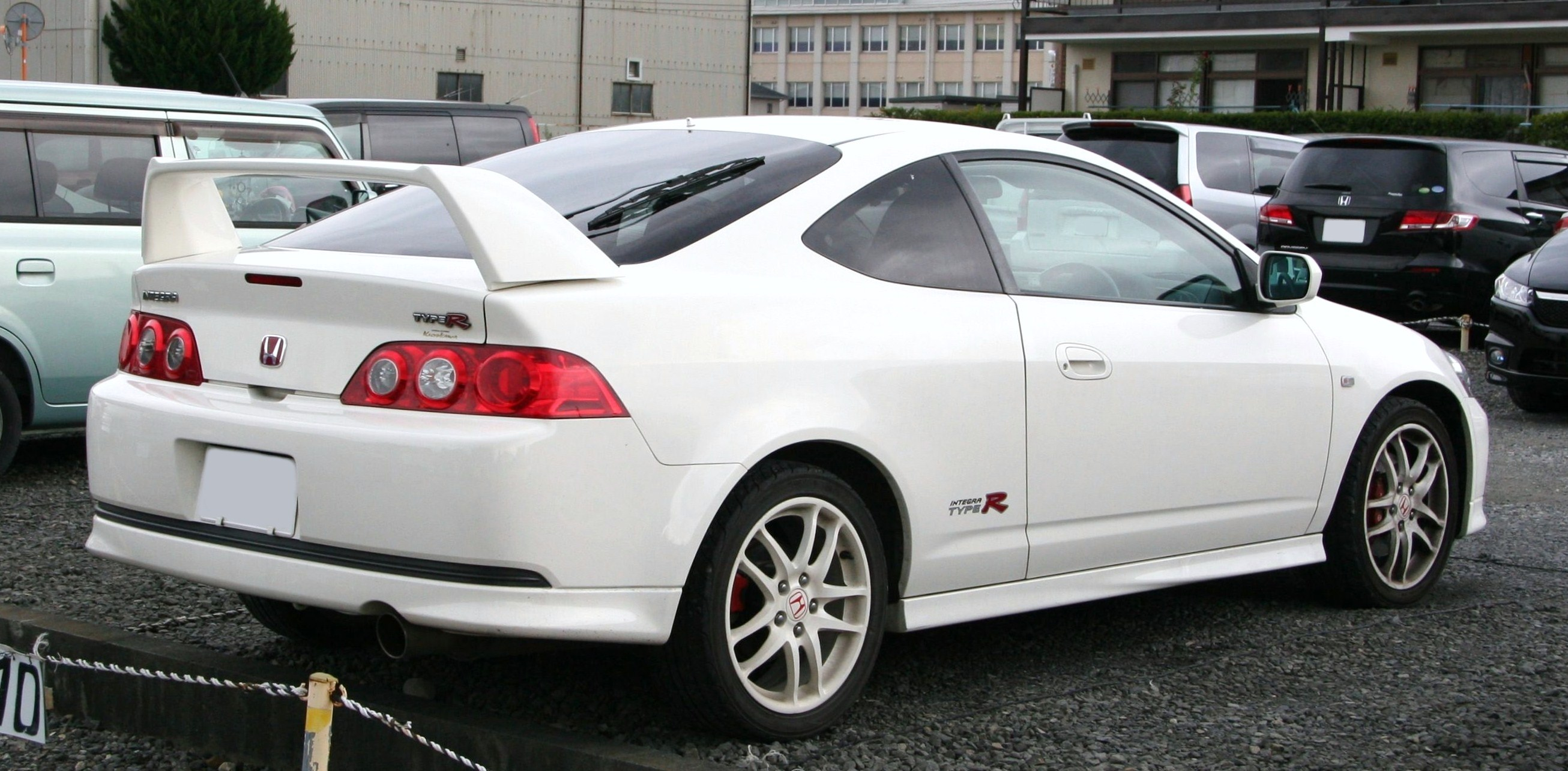
Honda Integra Type R DC5

DC5 Type R (только для японского рынка) оснащён 2,0-литровым четырёхцилиндровым двигателем K20A мощностью 164 кВт (220 л. с.) DOHC i-VTEC. В двигателе применяется система VTC (Variable Timing Control) для ускорения синхронизации до 50 градусов. DC5 имеет сиденья Recaro, четырёхпоршневые передние тормоза Brembo, шестиступенчатую механическую трансмиссию с близким передаточным числом, дифференциал повышенного трения и более жёсткую подвеску. 

## Accord Type R и Euro-R
Honda Accord Type R (ATR) выпускался с 1998 по 2002 год на шасси CH1 Accord и продавался на европейских рынках. Всего было выпущено 1983 единицы. Кодовое обозначение JDM Accord Euro-R — CL1. Обе модели оснащены атмосферным 2,2-литровым четырёхцилиндровым двигателем H22A7 «Red Top» VTEC. В модели JDM двигатель развивает мощность 162 кВт (217 л. с.), а в модели EDM двигатель развивает мощность 156 кВт (209 л. с.) при 7200 об/мин и крутящий момент 222 Н⋅м при 6700 об/мин. Модель Type R Accord имеет более жёсткую подвеску, косозубый дифференциал повышенного трения, двухпоршневые тормоза, двойную выхлопную систему, 17-дюймовые легкосплавные колёсные диски, ксеноновые фары, сиденья Recaro и рулевое колесо MOMO с кожаной отделкой. В 2002 году была запущена в производство механически идентичная модель Torneo Euro R с совершенно другим дизайном передней части и задней части.

Преемником CL1 Accord Euro-R является CL7 Accord Euro-R, выпускавшийся с декабря 2002 по 2008 год и собиравшийся в Саяме, Япония, для японского домашнего рынка. Он оснащён двигателем K20AI-VTEC объёмом 2,0 л (1998 см3), мощностью 162 кВт (217 л. с.) при 8000 об/мин и крутящим моментом 206 Н⋅м при 7000 об/мин. Степень сжатия двигателя составляет 11,5:1, а красная зона — 8300 об/мин. Также имеются стандартные функции Type-R, включая сиденья Recaro, дифференциал повышенного трения и независимую подвеску на двойных поперечных рычагах.

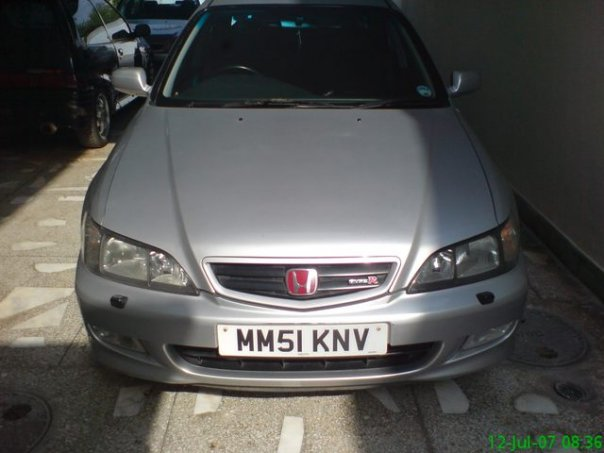
2002 Honda Accord Type-R (CH1)
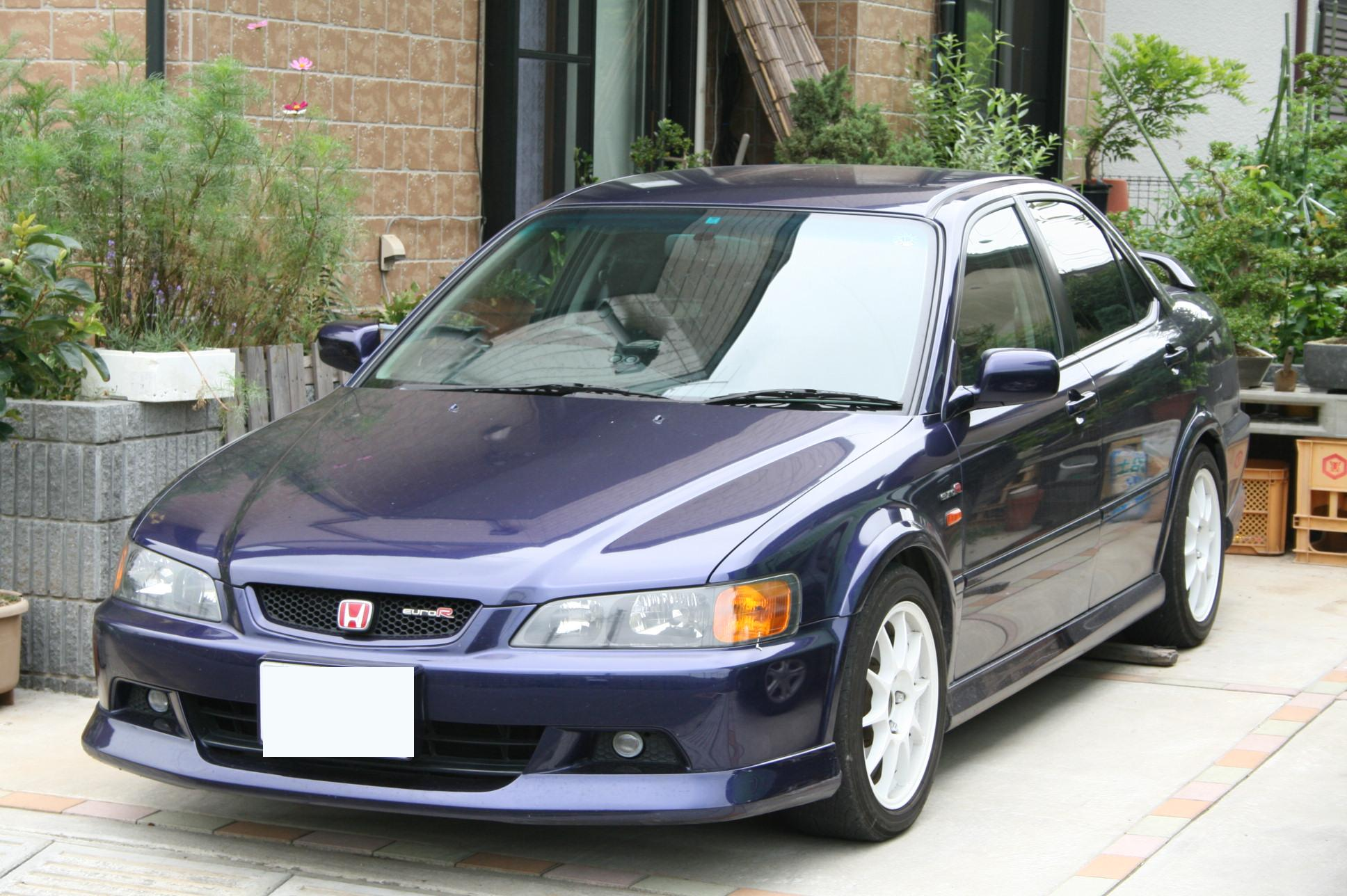
JDM Accord Euro-R (CL1)
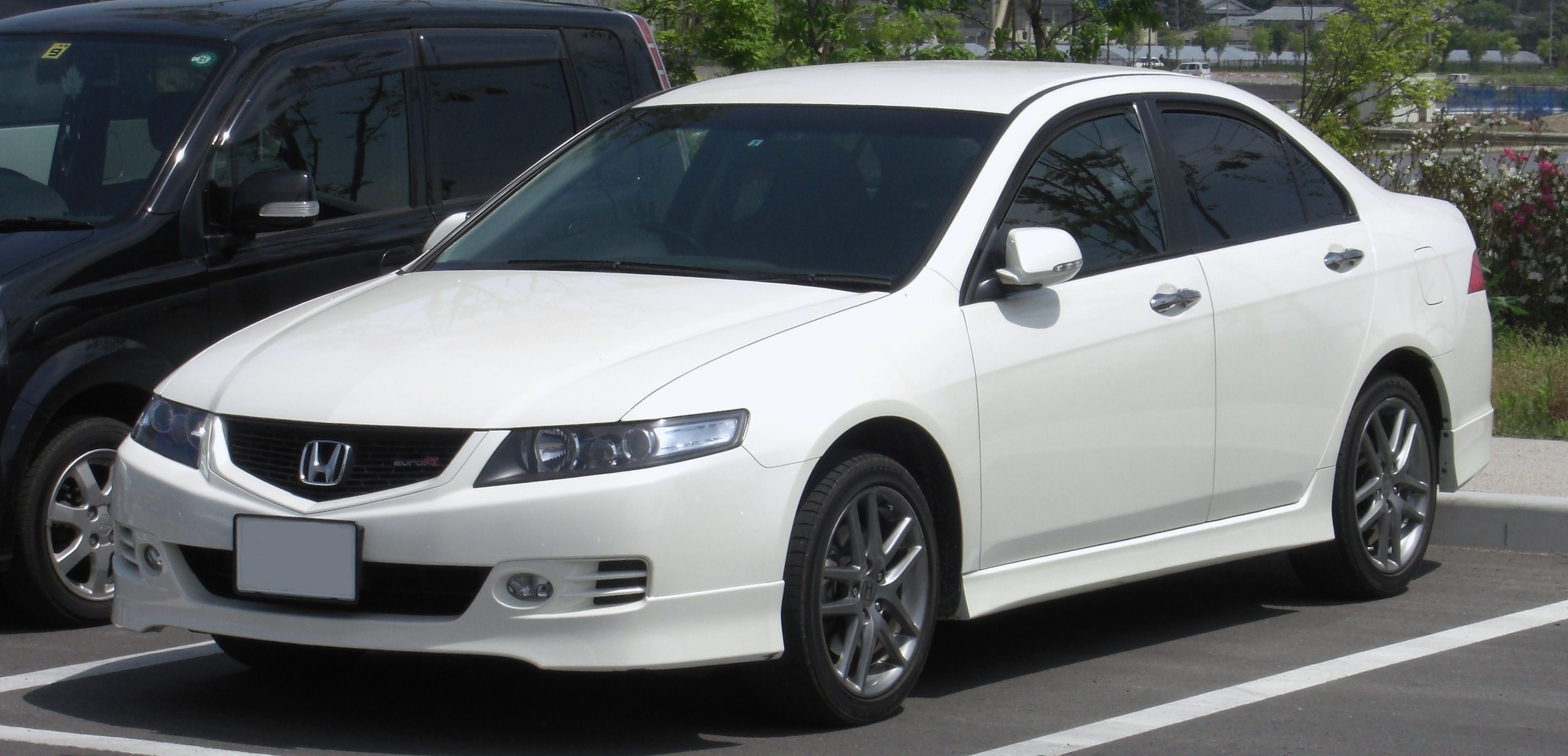
Седан Honda Accord Euro R (Япония)

## Civic Type R
EK9 Civic, запущенный в производство в 1997 году, стал третьей моделью с шильдиком Type R (кодовое обозначение — EK4 SiR). Автомобиль оснащён двигателем B16B мощностью 136 кВт (182 л. с.), имеет более жёсткое шасси, модернизированные стабилизаторы поперечной устойчивости и стойки, сиденья Recaro, отделанные алькантарой, 15-дюймовые легкосплавные колёсные диски и большой спойлер багажника. Большинство поколений Honda Civic выпускалось в комплектации Type R. Первое поколение Civic Type R — единственная версия, которая не продавалась за пределами Японии.
В июле 2015 года на заводе в Суиндоне началась сборка обновлённого варианта Honda Civic Type R с 2,0-литровым бензиновым двигателем VTEC K20C1 с прямым впрыском и турбонаддувом мощностью 228 кВт (306 л. с.), выпускавшимся в США на заводе Honda Anna Engine Plant в Анне, штат Огайо. В 2017 году автомобиль был переработан. Разгон до 97 км/ч стал составлять 4,9 секунды, а максимальная скорость — 273,6 км/ч.

В мае 2018 года инженеры завода Honda в Суиндоне, Великобритания, разработали единственный в своём роде Civic Type R в кузове пикап под кодовым обозначением Project P.

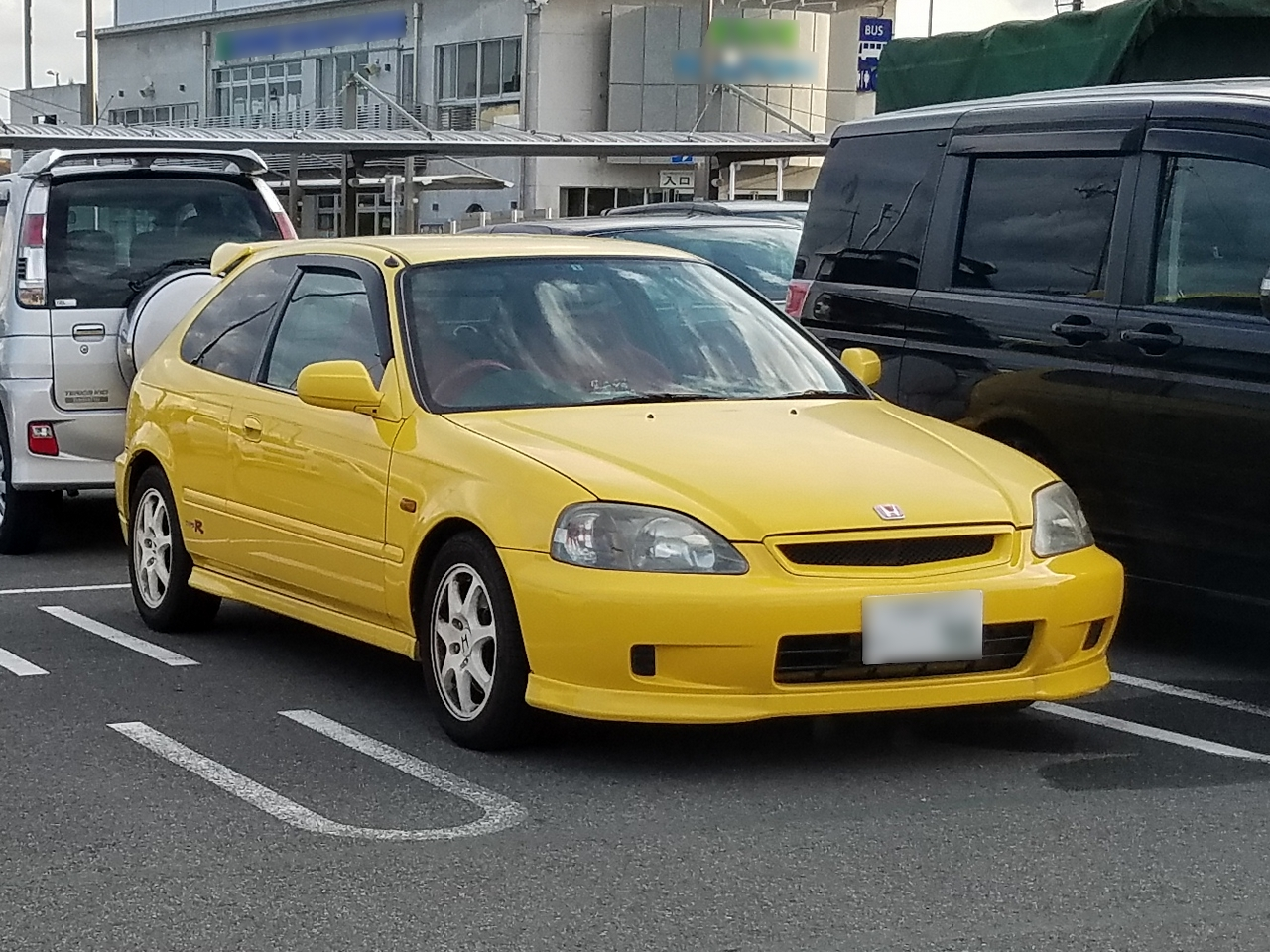
1999 Honda Civic Type R (EK9)
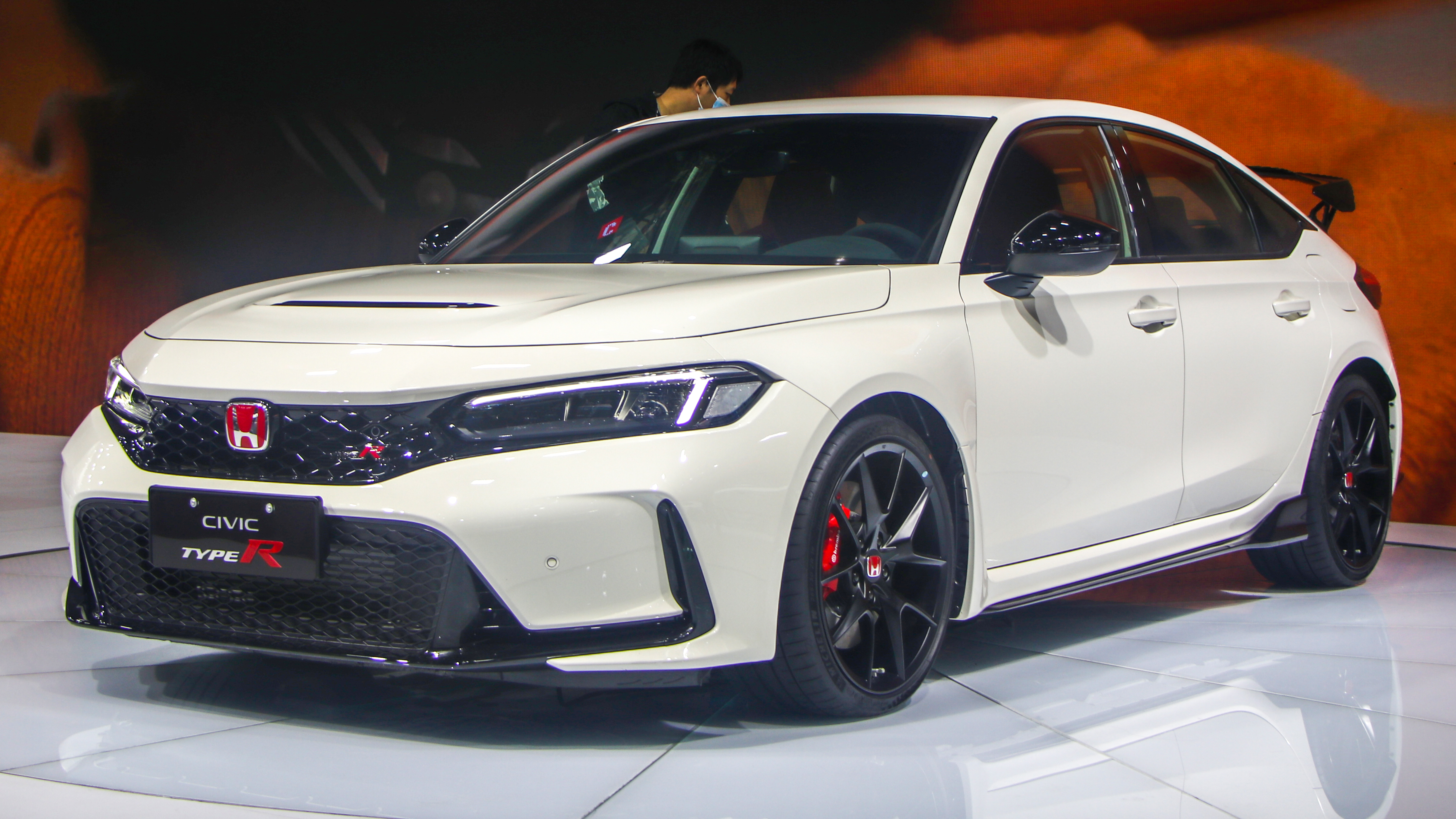
2022 Honda Civic Type R (FL5)